# Polobla
Zemljina polobla ali poluta (redkeje tudi hemisfera) je ena od polovic Zemljine oble v geografskem koordinatnem sistemu.
Poznamo dve glavni delitvi Zemlje na poloble:
- severna in južna (loči ju ekvator) ter
- vzhodna in zahodna (loči ju veliki krog, ki poteka po ničelnem in 180. poldnevniku).

Slovenija leži na severni in vzhodni polobli.